# Edifici industrial del carrer Sant Joan Baptista
L'Edifici industrial del carrer Sant Joan Baptista és una construcció del municipi de Figueres (Alt Empordà) inclosa en l'Inventari del Patrimoni Arquitectònic de Catalunya.

## Descripció
És un edifici situat a l'eixample de la ciutat. Es tracta d'un local industrial, antic taller, amb un interior de nau única, una única planta i coberta per terrassa. A la façana, presenta la portada central i dues finestres cegades actualment, tot amb emmarcaments d'obra vista, iguals que els que recorren la façana en verticals als extrems morint a la línia ondulada del nivell de la terrassa amb petits pinacles. La façana en arrebossat està molt deteriorada. A la zona inferior de l'edifici trobem un sòcol inferior de pedra.